# Glockenberg (Sankt Andreasberg)
Der Glockenberg bei Sankt Andreasberg im niedersächsischen Landkreis Goslar ist ein etwa 627 m ü. NHN hoher Berg im Mittelgebirge Harz.
Namensgeber für den Berg ist der dort errichtete Glockenturm.

## Geographie

### Lage

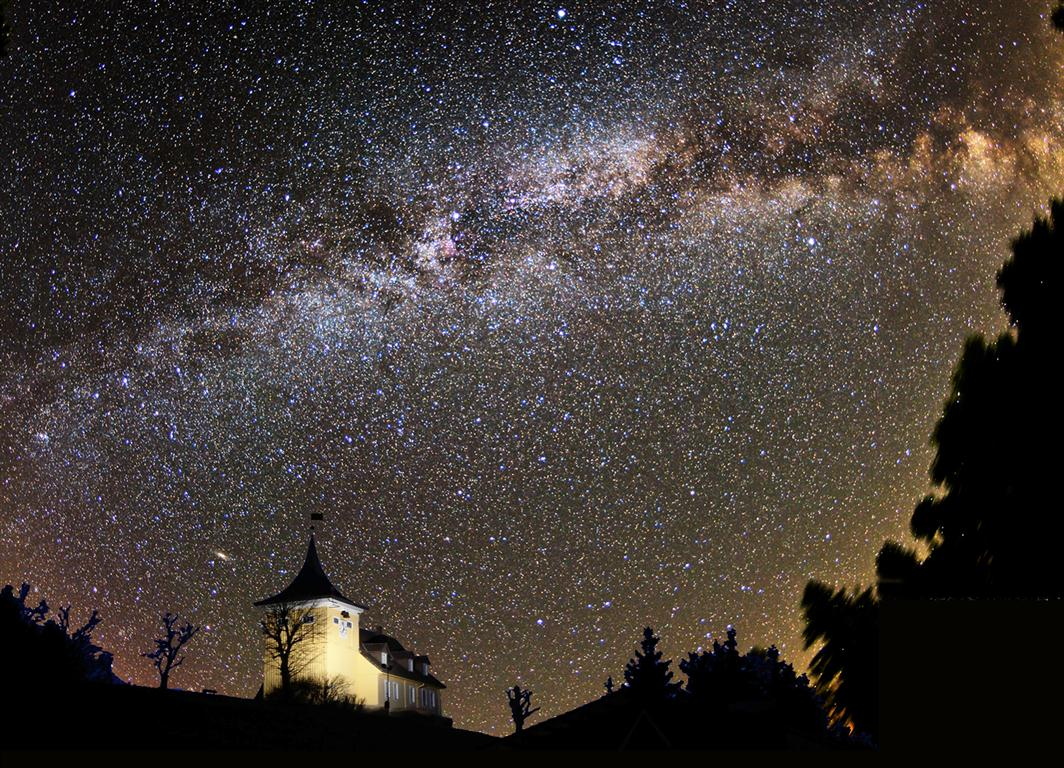
Glockenturm unterm Nachthimmel

Der Glockenberg liegt im Oberharz im Naturpark Harz. Er erhebt sich knapp 650 m südwestlich des Rathauses von Sankt Andreasberg, einem Stadtteil von Braunlage. Eingefasst wird der Berg durch die Täler Grüner Hirsch (Nordwesten) und Wäschegrund (Südosten) sowie durch das Tal der Sperrlutter (Westen). Auf der Westflanke befinden sich die Engelskuppe und die beiden Doktorsköpfe (von Norden nach Süden). Nachbarn sind der Beerberg (658,1 m; Ostnordosten), der Matthias-Schmidt-Berg (ca. 663 m; Ostsüdosten), der Knieberg mit der Roßtrappe (556 m; Südsüdwesten) und der Galgenberg (594,3 m; Westnordwesten). Westlich vom Übergangsbereich des Glockenbergs zum Knieberg befindet sich das Pillichental.

### Naturräumliche Zuordnung
Der Glockenberg gehört in der naturräumlichen Haupteinheitengruppe Harz (Nr. 38), in der Haupteinheit Mittelharz (Oberharz; 380) und in der Untereinheit Südlicher Mittelharz (Südlicher Oberharz; 380.8) zum Naturraum Oderbergland (380.81). Die Landschaft leitet nach Nordosten im Rahmen von Sankt Andreasberg in den Naturraum Andreasberger Hochfläche (380.83) über.

## Schutzgebiete
Auf dem Westhang des Glockenbergs liegen Teile des Naturschutzgebiets Bergwiesen bei St. Andreasberg (CDDA-Nr. 162388; 1992 ausgewiesen; 2,166 km² groß), das mit geringfügig kleinerer Fläche als Fauna-Flora-Habitat-Gebiet Bergwiesen bei St. Andreasberg (FFH-Nr. 4229-303; 2,1529 km²) ausgewiesen ist. Auf dem Berg befinden sich Teile des Landschaftsschutzgebiets Harz (Landkreis Goslar) (CDDA-Nr. 321402; 2001; 389,75 km²).

## Glockenturm

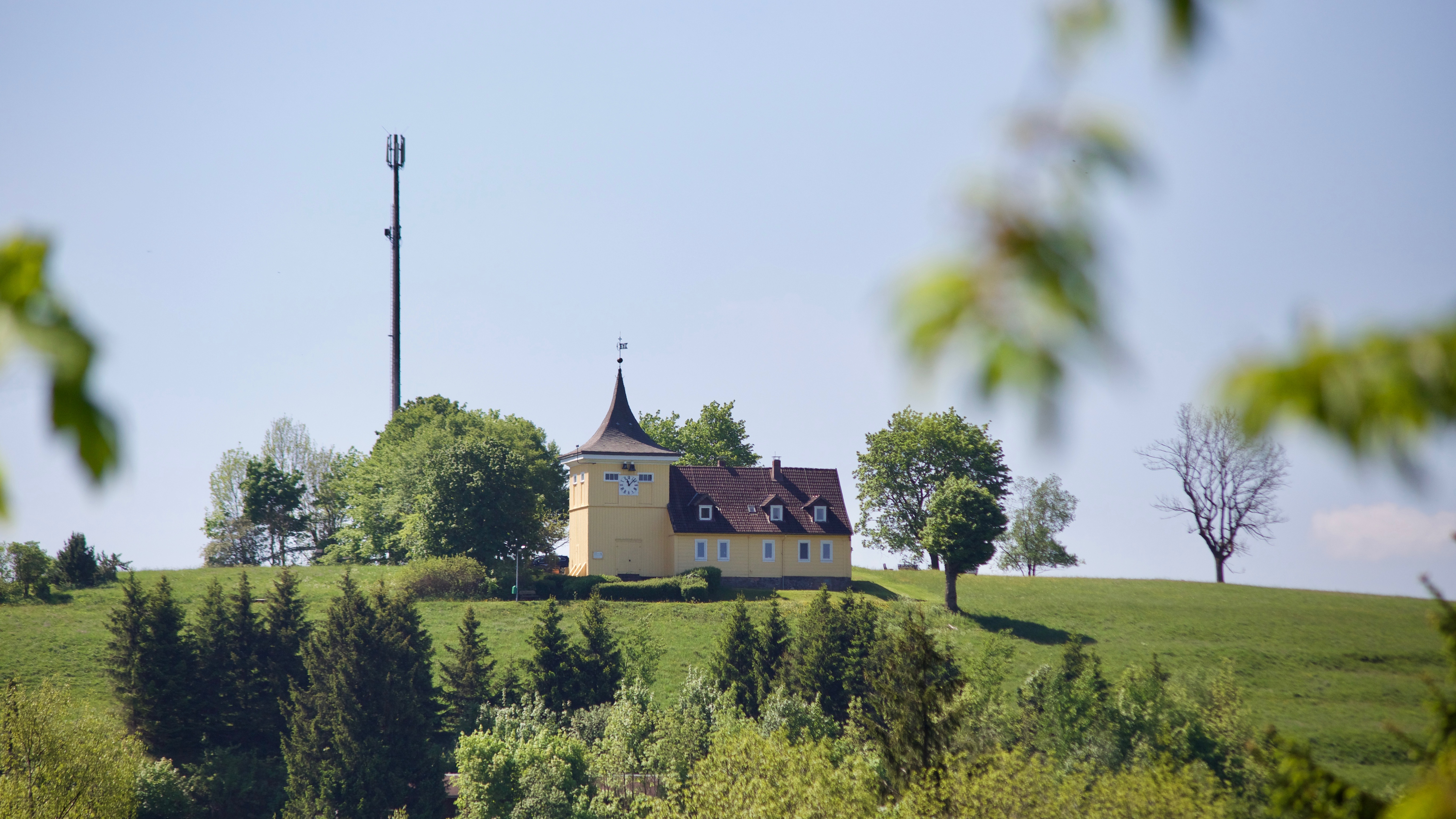
Glockenturm, Wahrzeichen von Sankt Andreasberg

Der Glockenturm der Bergstadt Sankt Andreasberg hat eine lange Geschichte. Seit über 300 Jahren läuten Glocken vom Glockenberg.
1537 wurde in Sankt Andreasberg auf dem Gottesacker die Dreifaltigkeitskirche eingeweiht. Sie besaß zwei Glocken. Im Jahr 1688 befand sich das gesamte Gotteshaus in einem desolaten Zustand. Die Berghauptmannschaft gab daher Geld für eine Renovierung oder gar einen Neubau frei. Der baufällige Kirchturm war so instabil, dass er jederzeit unter dem Gewicht der beiden großen Glocken einzustürzen drohte. Zeitgleich hatte die kleine Alarmglocke auf dem benachbarten Glockenhaus einen großen Riss bekommen. Man überlegte sich nun, neben dem bereits bestehenden Glockenhaus einen Turm zu errichten. In diesem Turm sollte dann auch eine der zwei großen Glocken der Kirche untergebracht werden. Der Glockenturm wurde als einfacher Holzturm, teilweise aus dem noch brauchbaren Holz der Kirche, errichtet. Der neue Standort des Glockenturms war nahezu ideal. Die Ausrichtung lag so, dass die Häuser in der Ober- und Unterstadt genau im Schall lagen. Die beschädigte Alarmglocke wurde gegen eine neue Schlagglocke ersetzt; diese diente unter anderem der im Jahr 1689 installierten Uhr.
Die zweite Glocke der baufälligen Dreifaltigkeitskirche wurde nun auf den Dachboden gehängt. Das Läuten konnte man teilweise nicht einmal in den Nachbarstraßen hören.
1733 bekam die große Glocke im Glockenturm einen Riss. Der Gießer Kehl bekam nach einigem Hin und Her den Auftrag zur Reparatur. Offenbar trat dieser Riss nach kurzem wieder auf; denn 1797 wurde eine neue Glocke gegossen. Nachdem diese in den Glockenstuhl eingehängt war, bemerkte man, dass sie schief hing. Als sie zum Ausrichten noch einmal gelöst wurde, schlug sie zu Boden. Den Aufschlag hörte man in der ganzen Bergstadt.
1767 entbrannte ein Streit zwischen Kirche und Stadtverwaltung, wer die Kosten für die Instandhaltung des Glockenturms übernehmen sollte. Die Stadt berief sich darauf, die Glocken dienten kirchlichen Zwecken. Dem entgegen setzte die Kirche, dass seit der Erbauung die Stadt die Kosten des Turms übernahm. Kaum 150 Jahre alt war der Turm, da war er schon so verfault, dass die Andreasberger Sorgen hatten, ihn überhaupt durch den Winter zu bekommen. 1834 wurde dann der Turm um den Glockenstuhl herum neu erbaut; damit erhielt er seine heutige Form. Den Auftrag bekam Mühlenpfordt, der Erbauer der 1811 fertiggestellten Martini-Kirche.
1883 bekam der Glockenturm ein neues Uhrwerk. Im Ersten Weltkrieg wurden die alten Bronzeglocken eingezogen und zu Munition verwertet. Sie wurden 1920 durch drei Stahlglocken ersetzt, die vom Bochumer Verein gegossen sind.
Seit jeher stellt er das Wahrzeichen der ehemals freien Bergstadt dar.

## Zahnradbahn
Auf dem Nordhang des Glockenbergs befand sich der ehemalige Bahnhof St. Andreasberg West der St. Andreasberger Kleinbahn. Von dort führte die 1,6 km lange Trasse der Zahnradbahn durch den Bahnhof Schwalbenherd zum Bahnhof St. Andreasberg Stadt am Bergfuß. Die Strecke wurde von 1913 bis 1958 betrieben; sie wird bis heute von den Einheimischen so genannt und zum Rodeln genutzt.

## Sonstiges

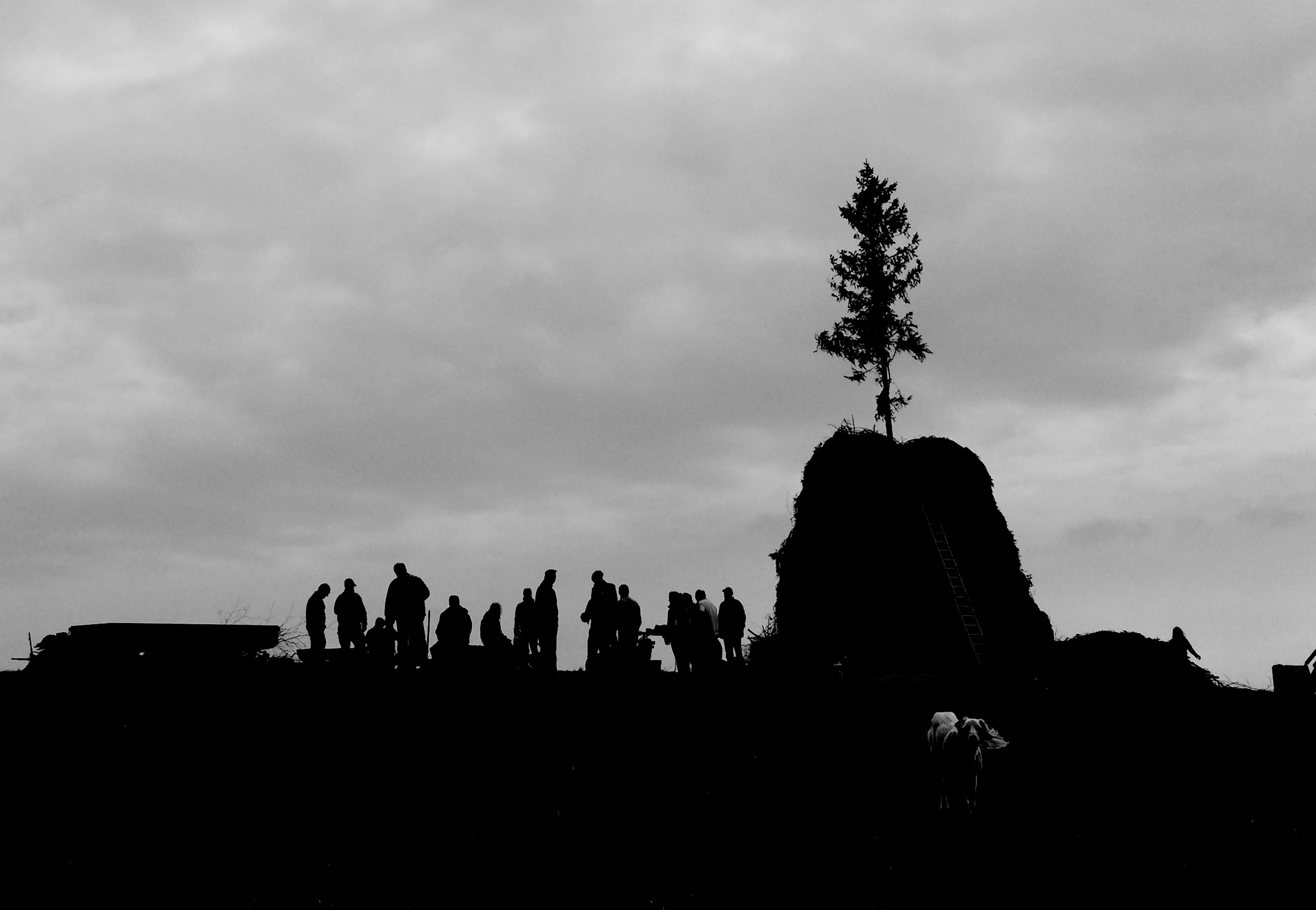
Aufbau des Osterfeuers auf dem Glockenberg (2014)

Etwas nordöstlich des Glockenberggipfels steht nahe dem Glockenturm ein Sendeturm. Auf seiner Nordostflanke befindet sich neben wenigen weiteren Häusern das Berghotel Glockenberg. Jedes Jahr am Karsamstag findet auf dem Berg ein Osterfeuer statt.